# Escola Paulista de Enfermagem
A Escola Paulista de Enfermagem (EPE) é uma escola de ensino superior pública que tem como objetivo o ensino, assistência, pesquisa e extensão na área de saúde. Atualmente faz parte da Universidade Federal de São Paulo (Unifesp). Foi a primeira instituição de ensino superior em enfermagem na cidade de São Paulo e uma das primeiras no Brasil. Está localizada no bairro da Vila Clementino, zona sul de São Paulo, sendo uma das unidades universitárias do Campus São Paulo da Universidade Federal de São Paulo. A EPE abriga o curso de graduação em Enfermagem (modalidade bacharelado), pós-graduação stricto sensu nos níveis de mestrado acadêmico e profissional, além de doutorado e pós-doutorado. Possui como hospital universitário o Hospital São Paulo.

## História
A Escola Paulista de Enfermagem foi fundada em 1 de março de 1939 a partir da iniciativa de Octavio de Carvalho, diretor da Escola Paulista de Medicina (EPM). O objetivo da criação era formar enfermeiras para dirigir o Hospital São Paulo, juntamente com médicos graduados pela EPM. Foi reconhecida oficialmente em 1942 com a formatura da primeira turma, sendo denominada na época como Escola de Enfermeiras do Hospital São Paulo.
Em 10 de maio de 1968, pelo decreto nº 62.689, a Escola de Enfermeiras do Hospital São Paulo passa a ser denominada Escola Paulista de Enfermagem, tendo como mantenedora a Sociedade Paulista para o Desenvolvimento da Medicina. Em 1977 a EPE foi federalizada, seguindo os passos da Escola Paulista de Medicina (também mantida pela Sociedade Paulista para o Desenvolvimento da Medicina até 1954 e posteriormente federalizada). A partir da EPE e da EPM, em 1994 há a formação da Universidade Federal de São Paulo (Unifesp), possuindo o Hospital São Paulo como hospital universitário, campo de estágio para os cursos de Biomedicina, Enfermagem, Fonoaudiologia, Medicina e Tecnologias em saúde.

## Ensino, Pesquisa e Assistência
O ensino da Escola Paulista de Enfermagem envolve tanto a graduação como também a pós-graduação. O bacharel em enfermagem é em modalidade presencial com 4 anos de duração, tendo uma atuação ampla e diversificada, envolvendo desde a atenção básica até o cuidado hospitalar. O programa de pós-graduação surgiu em 1978, oferecendo as especializações de mestrado, doutorado e pós-doutorado. Oferece cursos de residência multiprofissional, como enfermagem neonatologia e obstétrica, e também multiprofissional, como cardiologia, neurologia, oncologia e urgências e emergências.
A Escola Paulista de Enfermagem possui a revista científica Acta Paulista de Enfermagem, sendo um dos periódicos mais prestigiados sobre enfermagem no Brasil.  A revista foi criada em 1988 com a missão de divulgar o conhecimento científico gerado no rigor da metodologia da pesquisa e da ética, envolvendo as áreas de enfermagem clínica, cirúrgica, gerencial, ensino, pesquisa e tecnologia da informação e comunicação. É indexada em diversas fontes, como: Web of Science, Scopus, Lilacs, BVS, DOAJ e Scielo.
A EPE é composta por 5 departamentos: Administração em Serviços da Saúde e Enfermagem, Enfermagem Clínica e Cirúrgica, Enfermagem Pediátrica, Enfermagem na Saúde da  Mulher e Saúde Coletiva. A partir dos docentes e discentes, pesquisas são elaboradas juntamente com o cuidado assistencial, muitas vezes envolvendo outros departamentos da Escola Paulista de Medicina. O campo de estágio é variado, envolvendo o Hospital São Paulo (Hospital Universitário da Unifesp), UBS, GRAACC, Centro de Atenção Integrada à Saúde Mental (CAISM) e outros hospitais parceiros da instituição.  